# Метју Делаведова
Метју Вилијам Делаведова (енгл. Matthew William Dellavedova; Мерибороу, Викторија, 8. септембар 1990) аустралијски је кошаркаш. Игра на позицијама плејмејкера и бека, а тренутно наступа за Мелбурн јунајтед. 

## Каријера
С обзиром да 2013. године није био изабран на драфту, играо је летњу лигу и тако покушао да се наметне неком од НБА тимова. Играјући управо у Кливленду добио је прилику и потписао први професионални уговор. Потписује двогодишњи уговор за 1,3 милиона долара.
 У досадашњој каријери је просечно бележио око 4 поена у просеку. Ипак посебно се истакао у другој сезони у плеј-офу. Због повреде првог плејмејкера Ирвинга, Метју је добио знатно више простора. Иако је релативно добро играо а нарочито у трећој утакмици постигавши 20 поена, нису успели да у финалу НБА лиге победе екипу Голден Стејта која је била комплетна и без повређених играча. Делаведова се посебно истакао у одбрани чувајући најбољег противничког играча Стефа Карија, натеравши га да промаши 18 од 23 шута у другој утакмици серије

### Репрезентација
Стандардан је члан репрезентације Аустралије са којом је до сада учествовао на Олимпијади у Лондону, али и на Светском првенству Шпанији 2014. године.

## Успеси

### Клупски
- Кливленд кавалирси:
  - НБА (1): 2015/16.

### Репрезентативни
- Олимпијске игре:  2020.
- Океанијско првенство:  2011, 2013, 2015,  2009.

## НБА статистика

### Просечно по утакмици
| Сезона   | Екипа    | ОУ  | СУ | МПУ  | ПШ%  | 3П%  | СБ%  | СПУ | АПУ | УПУ | БПУ | ППУ |
| -------- | -------- | --- | -- | ---- | ---- | ---- | ---- | --- | --- | --- | --- | --- |
| 2013/14. | Кливленд | 72  | 4  | 17.7 | .412 | .368 | .792 | 1.7 | 2.6 | .5  | .1  | 4.7 |
| 2014/15. | Кливленд | 67  | 13 | 20.6 | .362 | .407 | .763 | 1.9 | 3.0 | .4  | 0   | 4.8 |
| Каријера | Каријера | 139 | 17 | 19.1 | .386 | .388 | .799 | 1.8 | 2.8 | .4  | .1  | 4.7 |

### Плеј-оф
| Сезона   | Екипа    | ОУ | СУ | МПУ  | ПШ%  | 3П%  | СБ%  | СПУ | АПУ | УПУ | БПУ | ППУ |
| -------- | -------- | -- | -- | ---- | ---- | ---- | ---- | --- | --- | --- | --- | --- |
| 2015.    | Кливленд | 20 | 7  | 24.9 | .346 | .316 | .781 | 2.1 | 2.7 | .5  | .0  | 7.2 |
| Каријера | Каријера | 20 | 7  | 24.9 | .346 | .316 | .781 | 2.1 | 2.7 | .5  | .0  | 7.2 |